# Surmacivka, Romnî
Surmacivka (în ucraineană Сурмачівка) este un sat în comuna Hlînsk din raionul Romnî, regiunea Sumî, Ucraina.

## Demografie
Componența lingvistică a localității Surmacivka
     Ucraineană (94,34%)
     Rusă (3,77%)
     Română (1,89%)
Conform recensământului din 2001, majoritatea populației localității Surmacivka era vorbitoare de ucraineană (94,34%), existând în minoritate și vorbitori de rusă (3,77%) și română (1,89%).